# 1941 في تونس
فيما يلي قوائم الأحداث التي وقعت خلال عام 1941 في تونس.